# Robley Wilson
Robley Wilson (Brunswick, Maine, 1930. június 15. – Orlando, Florida, 2018. augusztus 7.) amerikai költő, író, szerkesztő.

## Élete
1957-ben fejezte be tanulmányait a Bowdoin Főiskolában, ezután posztgraduális képzéseken vett részt 1960-ban az Indianai Egyetemen és 1968-ban az Iowai Egyetemen. 1955. augusztus 20-án kötött házasságot Charlotte Lehonnal, akitől 1990-ben elvált. 1995-ben vette feleségül Susan Hobbardot. Első házasságából két fia született, Stephen és Philip. Második házasságában két mostohalánya, Kate és Clare volt. Két unokájának neve Sam és Kate.
1963 és 1996 közt az Iowai Egyetemen kreatív írást tanított. 1969 és 2000 közt a North American Review című folyóirat szerkesztője volt, amely kétszer is elnyerte az Amerikai Magazinszerkesztők Társasága által adományozott National Magazine Fiction díjat. A magazin hatszor volt döntős a szépirodalom-kategóriában. Többször is mint vendégíró szerepelt az Iowai Egyetem Írói Műhelyében, a Beloit Főiskolán, a Northwestern Egyetemen és a Közép-Floridai Egyetemen.
Novellájából készült a Favorites című rövidfilm, amelyet Tracy Facelli rendezett, a főszereplők Jeff Boyet és Nettie Kraft voltak. Egy másik rövidfilm, amely a Terrible Kisses című elbeszéléséből készült 2004-ben lett vetítve Londonban, a Rushes nevű rövidfilm-fesztiválon. Paradise című forgatókönyve elődöntős volt a 2005-ös forgatókönyvíró Expo versenyen.
Több munkájában is Susan Hubbard volt a társszerkesztő, például The Society of S (2007), The Year of Disappearances (2008), The Season of Risks (2010) stb. Susan Hubbarddal közösen alapította meg a Blue Garage irodalmi tanácsadó társaságot.
Magyarul egyetlen novellája jelent meg a Galaktika 30. számában 1978-ban Az óceánon címmel.

## Fordítás
- Ez a szócikk részben vagy egészben  a   Robley Wilson című angol Wikipédia-szócikk ezen változatának fordításán alapul.  Az eredeti cikk szerkesztőit annak laptörténete sorolja fel. Ez a jelzés csupán a megfogalmazás eredetét és a szerzői jogokat jelzi, nem szolgál a cikkben szereplő információk forrásmegjelöléseként.